# Ypsolopha melanocnista
Ypsolopha melanocnista là một loài bướm đêm thuộc họ Ypsolophidae. Loài này có ở Vân Nam ở Trung Quốc.